# محمود ایوب
محمود م. ایوب پژوهشگر لبنانی و استاد مطالعات دینی و بین دینی است.

## زندگی
محمود در یک خانواده مسلمان متدین در سال ۱۹۳۵ در عین قانا، شهری کوچک در جنوب لبنان با جمعیتی همبسته مذهبی زاده شد. تربیت ش از رخدادها و افرادی از دو دین اسلام و مسیحی اثر پذیرفت. نام او را، که نابینا بود، در مدرسه‌یی بریتانیایی وابسته به کلیسای مشایخی برای نابینایان نوشتند. او تجربه ش را در آن مدرسه چنین توصیف و خاطرنشان کرده است: «مدیران مدرسه راستی را برنامه آموزشی برای ما نداشتند. آنچه آنان در پی ش بودند، این بود که ما را مسیحی کنند و البته چنین کردند و همین تنش بسیار میان من و خانواده به ویژه پدرم برانگیخت.» او بعداً به کلیسای باپتیست جنوبی آمریکا پیوست و در طول تحصیلات دانشگاهی به اسلام بازگشت.

## تحصیلات
وی پس از دریافت لیسانس فلسفه از دانشگاه آمریکایی بیروت در سال ۱۹۶۴، برای تکمیل دوره کارشناسی ارشد اندیشه دینی از دانشگاه پنسیلوانیا در ۱۹۶۶ و سپس دکترای تاریخ دین از دانشگاه هاروارد در ۱۹۷۵ به آمریکا نقل مکان کرد. در طول تحصیل بود که تصمیم گرفت به اسلام بازگردد همان‌طور که مادر و پدرش آرزو داشتند.

## آثار
رنج رستگاری در اسلام (1978) ISBN 978-9027979438
قرآن و مفسران آن - جلد اول (1984) ISBN 978-0791465226
قرآن و مفسران آن - جلد دوم (1992) ISBN 978-0791409947
اسلام: ایمان و تاریخ (2005) ISBN 978-1851683482
دیدگاه مسلمان درباره مسیحیت: مقالاتی درباره گفتگو (2007) ISBN 978-1570756900
بحران تاریخ مسلمانان: دین و سیاست در اسلام اولیه (2014) ISBN 978-1851683963

## درگذشت
محمود ایوب روز یک شنبه ۳۱ اکتبر ۲۰۲۱ در مونترال کانادا درگذشت.